# Jean-Baptiste de Villegas
Jean-Baptiste de Villegas (Brugge, 21 september 1621 - 7 januari 1682) was een burgemeester van Brugge.

## Levensloop
De Villegas was de vijfde van de acht kinderen van François de Villegas (1591-1637) en van Adrienne de Melgar. Hij trad in eerste huwelijk met zijn nicht Anne-Marie de Villegas (overleden in 1652) en in tweede huwelijk met Marie-Françoise Diericx (1633-1683). Uit het eerste huwelijk had hij twee zoons en een dochter.
Hij had een staat van dienst in het Brugse stadsbestuur, vanaf 1652, als volgt:
- 1652: raadslid,
- 1653-1654-1655-1656-1657: schepen,
- 1658-1659: burgemeester van de raadsleden,
- 1660-1661: schepen,
- 1665-1666: burgemeester van de raadsleden,
- 1667-1668-1669-1670-1671: schepen,
- 1672-1673-1674: burgemeester van de raadsleden,
- 1675-1676-1677: burgemeester van de schepenen,
- 1677-1678: burgemeester van de raadsleden,
- 1679-1680-1681: raadslid.

Het betekent dat hij gedurende dertig jaar in verschillende functies betrokken was bij het stadsbestuur, waaronder heel wat jaren als burgemeester van de raadsleden en drie jaar als de hoogste magistraat, burgemeester van de schepenen.
Zijn ambtelijke loopbaan kende een paar problemen. In 1662 moest hij zich verantwoorden voor de Raad van Vlaanderen aangaande onregelmatigheden die hij zou hebben begaan tijdens zijn schepenambt. Na een onderbreking van vier jaar vanaf 1661, hernam hij zijn carrière, zodat men mag besluiten dat hij zich voldoende kon verantwoorden. In 1669 werd hij vervolgd vanwege beledigingen die hij had geuit aan het adres van burgemeester Paul Cobrysse, bij wie hij als tweede schepen fungeerde. Ook dit schijnt geen ongunstige invloed te hebben gehad op zijn ambtelijke loopbaan.
De Villegas was ook nog:
- lid (1654-1682) en proost (1666) van de Edele Confrérie van het Heilig Bloed,
- lid van de Kruisbooggilde van Sint-Joris (1651-1682),
- armenmeester van de Onze-Lieve-Vrouweparochie (1653-1660),
- voogd van het Magdalenahospitaal in de Nieuwe Gentweg, het voormalig leprozenhuis 'Nazareth' (1661-1668).

Zijn portret (bewaard in de voogdenkamer van het OCMW in Brugge) werd geschilderd door Jacob van Oost de Oudere.
Volksvertegenwoordiger Jean-Marie de Villegas (1803-1876) was een nakomeling.

## Bron
- Wetsvernieuwingen (onuitgegeven), Stadsarchief Brugge.